# Dave Greenslade

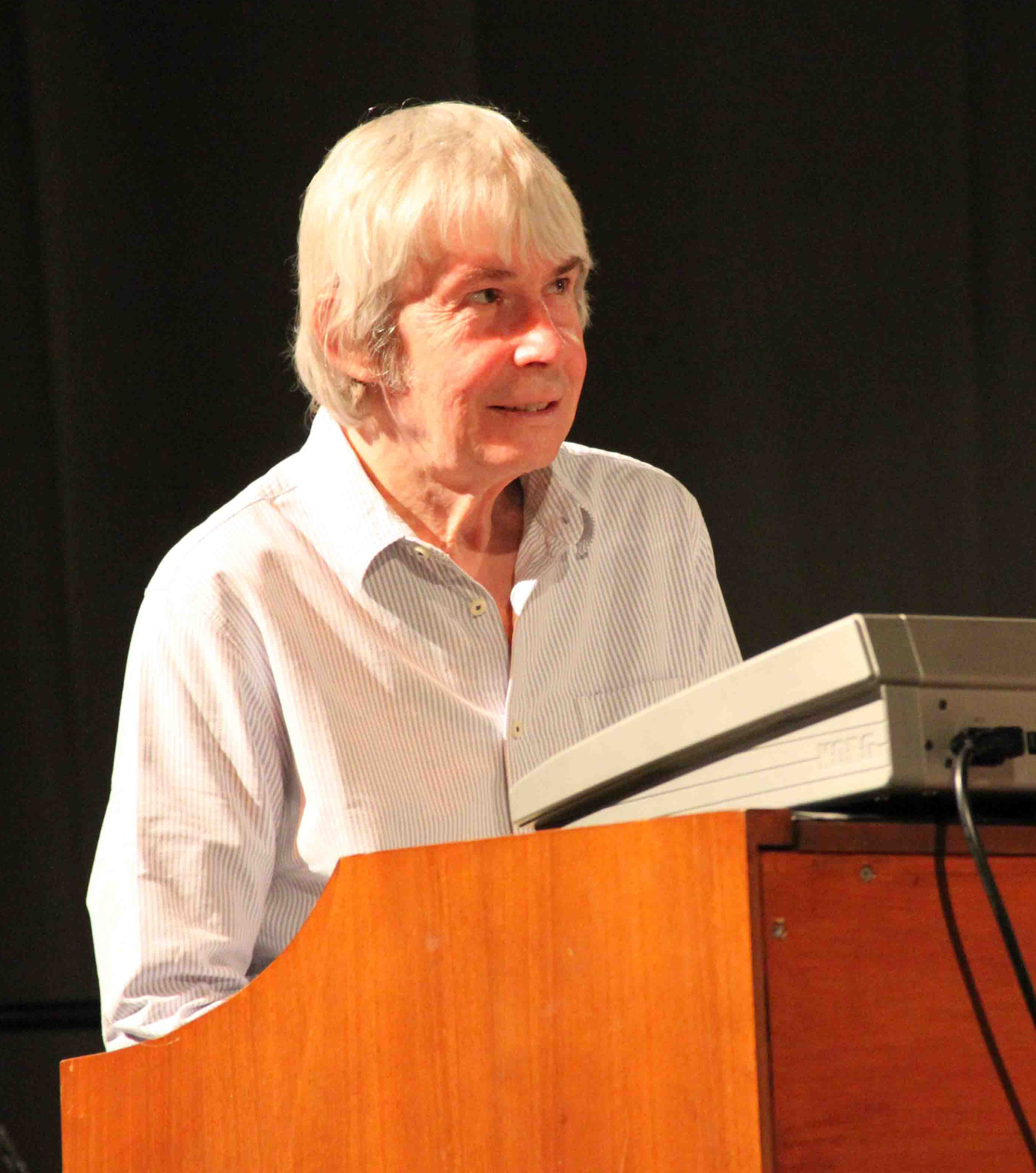
Dave Greenslade (2011)

Dave Greenslade (* 18. Januar 1943 in Woking, Surrey, England) ist ein britischer Keyboarder.

## Leben

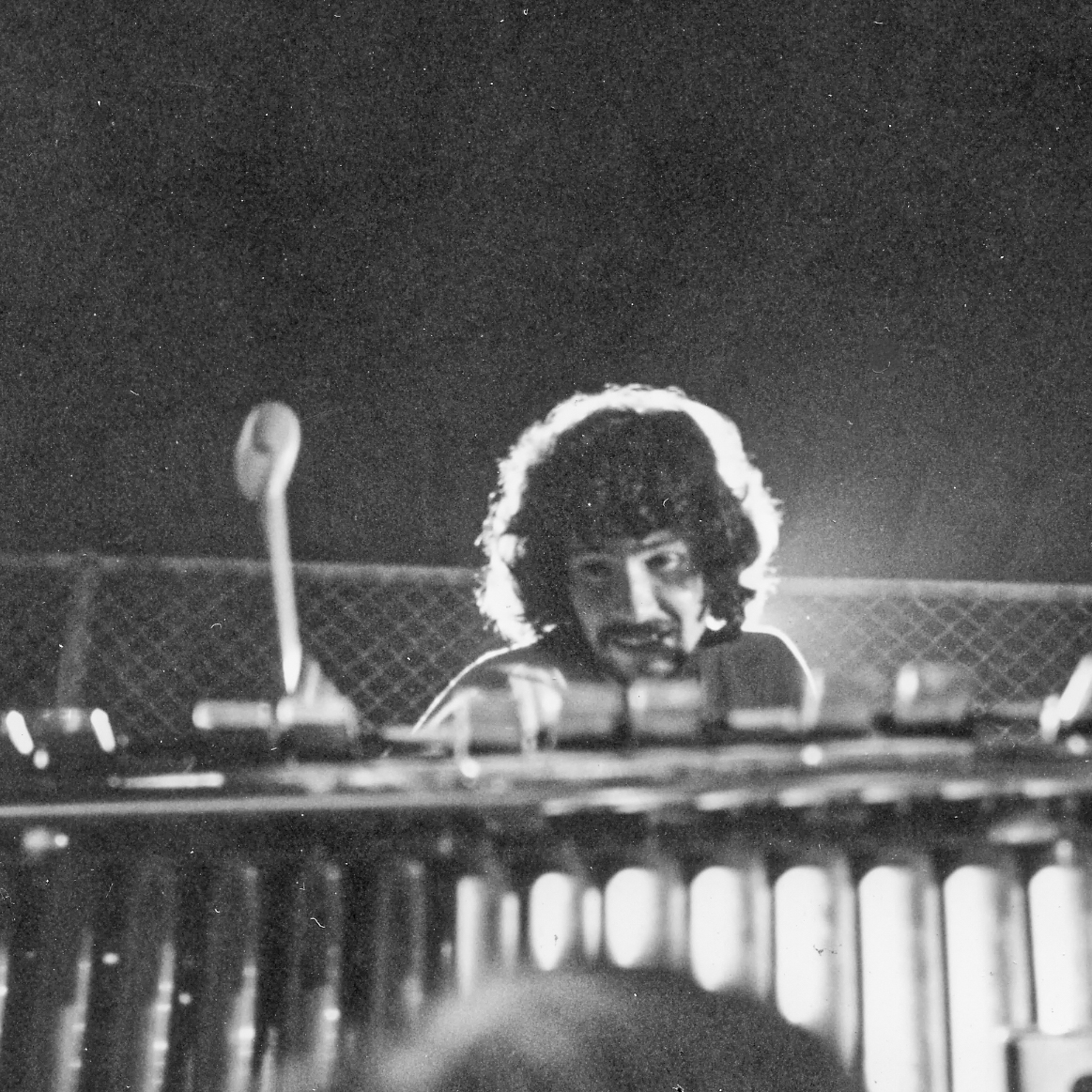
Dave Greenslade mit Colosseum (1970)

Greenslade wurde durch seine Mitgliedschaft in der Jazzrockband Colosseum bekannt, für die er die Suite Valentyne Suite mit Dick Heckstall-Smith und Jon Hiseman komponierte. 
Nach dem Ende der Band im Jahr 1971 arbeitete er als Sessionmusiker und eigenen Bandprojekten mit dem Keyboarder Dave Lawson, Drummer Andy McCullough und Bassist Tony Reeves.
Greenslade ist vor allem wegen seines aufwändigen Doppelalbums The Pentateuch of the Cosmogony (1978) bekanntgeworden, das er mit dem Fantasy-Künstler Patrick Woodroffe (Bebilderung) gestaltete. Woodroffe hatte The Pentateuch als Buch bereits fertiggestellt und bat Dave Greenslade, für dessen Band Greenslade er einige Jahre zuvor ein Plattencover gestaltet hatte, Musik dazu zu schreiben. Das Ergebnis dieser Zusammenarbeit, der wohl ambitionierteste Versuch eines Gesamtkunstwerks im Progressive Rock, erschien als aufwändiges Gatefold-Album mit einem 50-seitigen Buchteil, das eine Science-Fiction-Schöpfungsgeschichte in einer eigens entwickelten piktographischen Schrift (mit Übersetzung ins Englische) und zahlreiche Illustrationen Woodroffes enthielt, während die Platte Musik der entsprechenden (untergegangenen) außerirdischen Zivilisation bot. Das Album ist mit einer Auflage von 50.000 erschienen und ist heute ein Sammlerstück. In den 1990er Jahren wurde es im CD-Format wiederveröffentlicht, mit vollständigem, aber verkleinertem Buchteil.
Greenslade war zudem Mitglied bei Chris Farlowes Thunderbirds und bei Jon Hisemans Colosseum und ist Gründer und Namensgeber der Gruppe Greenslade.

## Alben
- 1973  Greenslade
- 1973  Bedside Manners Are Extra
- 1974  Spyglass Guest
- 1975  Time and Tide
- 1976  Cactus Choir
- 1979  The Pentateuch of the Cosmogony
- 1994  From the Discworld
- 1999  Going South
- 2000  Large Afternoon
- 2001  Live - The Full Edition